# Kaiō Hiroyuki
Kaiō Hiroyuki (魁皇 博之 en japonés) (nacido el 24 de julio de 1972 como Koga Hiroyuki (古賀　博之 en japonés)) es un exluchador de sumo profesional de Nōgata, Fukuoka, Japón.
Poseyó el segundo puesto del ranking de sumo (ōzeki) hasta el día de su retirada, solo superado por el yokozuna. Ha ganado cinco campeonatos y tiene el récord de victorias de un luchador que no ha llegado a ser yokozuna. Actualmente es el segundo luchador de sumo con más victorias en la historia (1047 en total), superado únicamente por Hakuho con 1095 victorias.
En sus inicios, usó como su shikona su nombre real.

## Biografía
Su primer torneo lo ganó en mayo del año 2000 en Tokio con un récord de 14 - 1 siendo aun Komusubi. El siguiente torneo lo disputó como Sekiwake y gracias a su récord de 11 - 4 ascendió al ranking de Ōzeki que no ha perdido desde entonces. En marzo de 2001 ganó su segundo torneo pero en el siguiente se tuvo que retirar a mitad. En julio, en Nagoya obtuvo su tercer título pero otra vez en el siguiente torneo se tuvo que retirar. En 2002 volvió a retirarse de dos torneos y a comienzos del 2003 también. Sin embargo ese año volvió y se adjudicó otra vez el torneo de Nagoya. En el año 2004, en septiembre en Tokio se adjudicó su quinto torneo y último de su carrera.

### Historial
| Año (Honbasho) | Hatsu Basho (enero) (ciudad de Tokio) | Haru Basho (marzo) (ciudad de Osaka) | Natsu Basho (mayo) (ciudad de Tokio) | Nagoya Basho (julio) (ciudad de Nagoya) | Aki Basho (septiembre) (ciudad de Tokio) | Kyushu Basho (noviembre) (ciudad de Fukuoka) | Victorias / Derrotas / Ausencias |
| 1988           | ─                                     | Maezumo Hatsu Dohyō 0 - 0            | Jonokuchi 15 Oeste 3 - 4             | Jonokuchi 12 Oeste 10 - 5               | Jonidan 188 Este 3 - 4                   | Jonidan 133 Oeste 6 - 1                      | 17 - 11                          |
| 1989           | Jonidan 60 Oeste 2 - 5                | Jonidan 91 Este 7 - 0                | Sandanme 82 Este 2 - 5               | Jonidan 11 Este 2 - 5                   | Jonidan 35 Oeste 5 - 2                   | Sandanme 92 Este 6 - 1                       | 24 - 18                          |
| 1990           | Sandanme 38 Este 4 - 3                | Sandanme 32 Este 3 - 3 - 1           | Sandanme 41 Este 4 - 3               | Sandanme 23 Oeste 7 - 0                 | Makushita 17 Este 2 - 5                  | Makushita 32 Este 3 - 4                      | 23 - 18 - 1                      |
| 1991           | Makushita 42 Oeste 3 - 4              | Makushita 53 Oeste 6 - 1             | Makushita 26 Este 3 - 4              | Makushita 36 Oeste 7 - 0                | Makushita 5 Este 4 - 3                   | Makushita 2 Este 5 - 2                       | 28 - 14                          |
| 1992           | Jūryō 11 Oeste 8 - 5 - 2              | Jūryō 8 Oeste 9 - 6                  | Jūryō 3 Este 7 - 8                   | Jūryō 5 Este 8 - 7                      | Jūryō 3 Este 8 - 7                       | Jūryō 1 Oeste 9 - 6                          | 49 - 39 - 2                      |
| 1993           | Jūryō 3 Este 8 - 7                    | Jūryō 1 Oeste 9 - 6                  | Maegashira 15 Oeste 4 - 11           | Jūryō 6 Oeste 10 - 5                    | Jūryō 1 Oeste 10 - 5                     | Maegashira 15 Oeste 10 - 5                   | 51 - 39                          |
| 1994           | Maegashira 6 Oeste 8 - 7              | Maegashira 1 Oeste 9 - 6             | Komusubi 1 Este 8 - 7                | Komusubi 1 Este 5 - 10                  | Maegashira 2 Este 9 - 6                  | Komusubi 1 Este 8 - 7                        | 47 - 43                          |
| 1995           | Sekiwake 1 Este 8 - 7                 | Sekiwake 1 Este 8 - 7                | Sekiwake 1 Oeste 9 - 6               | Sekiwake 1 Este 9 - 6                   | Sekiwake 1 Oeste 11 - 4                  | Sekiwake 1 Este 9 - 6                        | 54 - 36                          |
| 1996           | Sekiwake 1 Este 10 - 5                | Sekiwake 1 Este 9 - 6                | Sekiwake 1 Oeste 11 - 4              | Sekiwake 1 Este 10 - 5                  | Sekiwake 1 Este 9 - 6                    | Sekiwake 1 Oeste 11 - 4                      | 60 - 30                          |
| 1997           | Sekiwake 1 Este 5 - 9 - 1             | Maegashira 1 Este 12 - 3             | Sekiwake 1 Este 7 - 5 - 3            | Komusubi 1 Oeste 0 - 0 - 15             | Komusubi 1 Oeste 3 - 8 - 4               | Maegashira 3 Oeste 8 - 7                     | 35 - 32 - 23                     |
| 1998           | Komusubi Este 8 - 7                   | Komusubi Oeste 8 - 7                 | Sekiwake Oeste 7 - 8                 | Komusubi Oeste 7 - 8                    | Maegashira 1 Este 7 - 8                  | Maegashira 1 Oeste 8 - 7                     | 45 - 45                          |
| 1999           | Maegashira 1 Este 9 - 6               | Komusubi 2 Oeste 10 - 5              | Sekiwake 1 Oeste 12 - 3              | Sekiwake 1 Este 8 - 7                   | Sekiwake 1 Este 9 - 6                    | Sekiwake 1 Este 11 - 4                       | 59 - 31                          |
| 2000           | Sekiwake 1 Este 7 - 8                 | Komusubi 1 Oeste 8 - 7               | Komusubi 1 Oeste 14 - 1              | Sekiwake 1 Este 11 - 4                  | Ōzeki 2 Este 11 - 4                      | Ōzeki 1 Este 11 - 4                          | 62 - 28                          |
| 2001           | Ōzeki 1 Este 10 - 5                   | Ōzeki 1 Este 13 - 2                  | Ōzeki 1 Este 4 - 5 - 6               | Ōzeki 3 Este 13 - 2                     | Ōzeki 1 Este 0 - 4 - 11                  | Ōzeki 2 Este 10 - 5                          | 50 - 23 - 17                     |
| 2002           | Ōzeki 1 Este 9 - 6                    | Ōzeki 1 Oeste 12 - 3                 | Ōzeki 1 Este 11 - 4                  | Ōzeki 1 Este 0 - 4 - 11                 | Ōzeki 1 Este 12 - 3                      | Ōzeki 1 Este 2 - 2 - 11                      | 46 - 22 - 22                     |
| 2003           | Ōzeki 1 Este 0 - 0 - 15               | Ōzeki 2 Oeste 10 - 5                 | Ōzeki 1 Oeste 11 - 4                 | Ōzeki 1 Este 12 - 3                     | Ōzeki 2 Este 7 - 8                       | Ōzeki 1 Este 10 - 5                          | 50 - 25 - 15                     |
| 2004           | Ōzeki 3 Este 10 - 5                   | Ōzeki 2 Oeste 13 - 2                 | Ōzeki 1 Oeste 10 - 5                 | Ōzeki 1 Este 11 - 4                     | Ōzeki 1 Este 13 - 2                      | Ōzeki 2 Este 12 - 3                          | 69 - 21                          |
| 2005           | Ōzeki 1 Este 4 - 6 - 5                | Ōzeki 1 Oeste 10 - 5                 | Ōzeki 1 Este 5 - 1 - 9               | Ōzeki 2 Oeste 10 - 5                    | Ōzeki 1 Este 0 - 4 - 11                  | Ōzeki 2 Oeste 10 - 5                         | 39 - 26 - 25                     |
| 2006           | Ōzeki 1 Oeste 3 - 6 - 6               | Ōzeki 2 Oeste 8 - 7                  | Ōzeki 2 Oeste 9 - 6                  | Ōzeki 2 Este 9 - 6                      | Ōzeki 2 Este 1 - 6 - 8                   | Ōzeki 3 Oeste 10 - 5                         | 40 - 36 - 14                     |
| 2007           | Ōzeki 2 Este 8 - 7                    | Ōzeki 2 Oeste 8 - 7                  | Ōzeki 2 Este 10 - 5                  | Ōzeki 1 Este 8 - 5 - 2                  | Ōzeki 2 Este 1 - 5 - 9                   | Ōzeki 2 Oeste 9 - 6                          | 44 - 35 - 11                     |
| 2008           | Ōzeki 2 Este 8 - 7                    | Ōzeki 2 Este 8 - 7                   | Ōzeki 1 Oeste 8 - 7                  | Ōzeki 1 Este 9 - 6                      | Ōzeki 2 Este 9 - 6                       | Ōzeki 1 Este 1 - 3 - 11                      | 43 - 36 - 11                     |
| 2009           | Ōzeki 2 Oeste 8 - 7                   | Ōzeki 2 Este 8 - 7                   | Ōzeki 2 Este 8 - 7                   | Ōzeki 2 Este 8 - 7                      | Ōzeki 2 Oeste 8 - 7                      | Ōzeki 2 Oeste 8 - 7                          | 48 - 42                          |
| 2010           | Ōzeki 2 Oeste 9 - 6                   | Ōzeki 2 Este 8 - 7                   | Ōzeki 2 Oeste 9 - 6                  | Ōzeki 3 Oeste 6 - 5 - 4                 | Ōzeki 2 Oeste 8 - 7                      | Ōzeki 2 Oeste 12 - 3                         | 52 - 34 - 4                      |
| 2011           | Ōzeki 1 Este 9 - 6                    | ─                                    | Ōzeki 1 Oeste 9 - 6                  | Ōzeki 2 Este 3 - 8 - 4                  | ─                                        | ─                                            | 21 - 20 - 4                      |